# Kőszegpaty
Kőszegpaty (em croata: Pačija) é um município da Hungria, situado no condado de Vas. Tem 12,25 km² de área e sua população em 2015 foi estimada em 204 habitantes.